# Жабица (Љубиње)
Жабица је насељено мјесто у општини Љубиње, Република Српска, БиХ. Према попису становништва из 1991. у насељу је живјело 45 становника.

## Географија
Налази се на обронцима планине/брда Илија, на 15 километара од Љубиња. Подијељено је на Горњу и Доњу Жабицу.

## Историја
Један од старијих помена насеља потиче из 15. вијека, односно 1449. године, у коме се помињу трговци Симо Милутиновић и Радишин Мулутиновић из Жабице.

## Црква Светог Вазнесења Господњег
У Доњој Жабици се налази храм Српске православне цркве посвећен Вазнесењу Господњем. Црква је старија, грађена од камена и прекривена са цријепом, обновљена 1905. године.

## Становништво
Према попису становништва из 1991. године, мјесто је имало 45 становника.
| Демографија | Демографија | Демографија |
| Година      | Становника  | Становника  |
| ----------- | ----------- | ----------- |
| 1948.       | 337         |             |
| 1953.       | 357         |             |
| 1961.       | 308         |             |
| 1971.       | 253         |             |
| 1981.       | 130         |             |
| 1991.       | 41          |             |

### Презимена
- Ђурић, славе Јовандан[1]
- Гаћина, славе Ђурђевдан[1]
- Пецељ, славе Ђурђевдан[1]
- Сулавер, славе Ђурђевдан[1]
- Ћоровић, славе Аћимовдан[1]
- Киса, славе Светог Николу[1]
- Баљ, славе Аћимовдан[1]
- Телебак, славе Никољдан[1]
- Лугоња, славе Ђурђевдан[1]